# Tyranki
Tyranki (Tyranninae) – podrodzina ptaków z rodziny tyrankowatych (Tyrannidae).

## Zasięg występowania
Podrodzina obejmuje gatunki występujące w Ameryce Północnej i Południowej.

## Systematyka
Do podrodziny należą następujące plemiona:
- Myiarchini
- Tyrannini